# قانون خدمات دیجیتال
قانون خدمات دیجیتال (به انگلیسی: Digital Services Act (DSA)) مقرراتی در قانون اتحادیه اروپا برای به روز رسانی دستورالعمل تجارت الکترونیکی ۲۰۰۰ در مورد محتوای غیرقانونی، تبلیغات شفاف و اطلاعات نادرست است. این قانون در ۱۵ دسامبر ۲۰۲۰ همراه با قانون بازارهای دیجیتال (DMA) توسط کمیسیون اروپا به پارلمان و شورای اروپا ارائه شد.

## پلتفرم‌های آنلاین بسیار بزرگ
در ۲۳ آوریل ۲۰۲۳، کمیسیون اروپا اولین فهرست از ۱۹ پلتفرم آنلاین را معرفی کرد که از ۲۵ اوت ۲۰۲۳ ملزم به رعایت آنها هستند. آنها شامل پلتفرم‌های آنلاین بسیار بزرگ (VLOP) زیر با بیش از ۴۵ میلیون کاربر فعال ماهانه در اتحادیه اروپا تا ۱۷ فوریه ۲۰۲۳ می‌شوند.
- علی‌بابا علی‌اکسپرس
- فروشگاه آمازون
- اپ استور اپل
- بوکینگ.کام
- فیس‌بوک
- گوگل پلی
- گوگل مپس
- گوگل شاپینگ
- اینستاگرام
- لینکدین
- پینترست
- پورن‌هاب (اضافه شده در ۲۰ دسامبر ۲۰۲۳)
- اسنپ‌چت
- استریپ‌چت (اضافه شده در ۲۰ دسامبر ۲۰۲۳)
- تیک‌تاک
- ایکس (توییتر سابق)
- ویکی‌پدیا
- ایکس‌ویدئوز (اضافه شده در ۲۰ دسامبر ۲۰۲۳)
- یوتیوب
- زالاندو

موتورهای جستجوی آنلاین بسیار بزرگ (VLOSEs):
- بینگ
- گوگل